# Ламинарный бокс

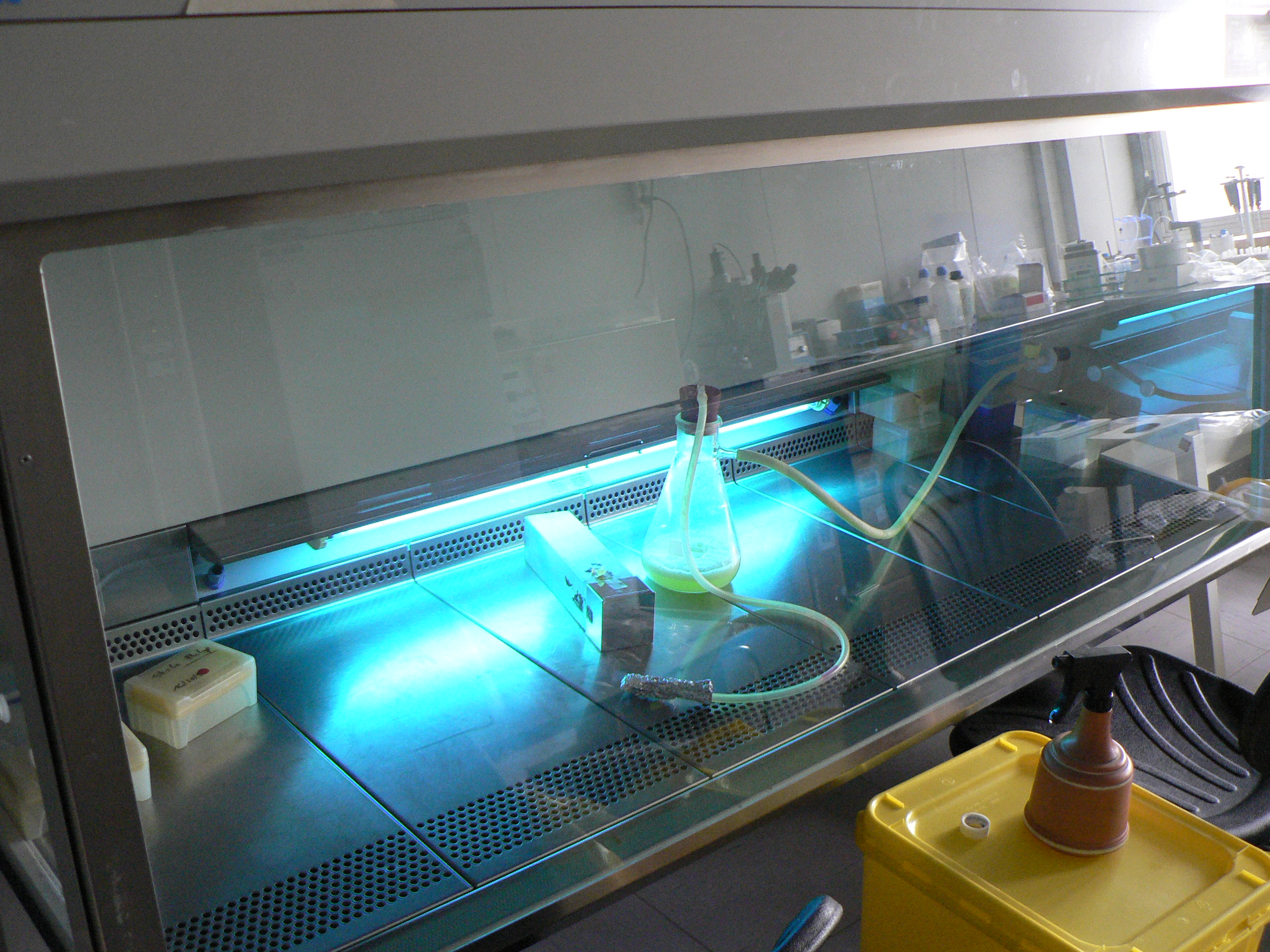

Ламина́рный бокс — лабораторный прибор для работы с биологическими объектами в стерильных условиях. Представляет собой шкаф, оборудованный осветителями, ультрафиолетовыми лампами и системой подачи стерильного воздуха. Используется при микробиологических, молекулярно-биологических работах, работах с культурой клеток, тканей и органов. Стерильный воздух подаётся в бокс ламинарным потоком (равномерное движение воздуха без завихрений). 

## Бокс микробиологической безопасности
При использовании ламинарного бокса нельзя добиться защиты оператора (специалиста, работающего в боксе), соответственно, создается опасность его контаминирования, а впоследствии и заражения. Поэтому были созданы боксы микробиологической безопасности. Существует три класса данных боксов, что соответствует трём классам защиты:
I класс защиты — бокс не герметичен, воздух забирается снаружи, и, проходя через HEPA-фильтр (очищаясь), выбрасывается наружу. Задачами бокса являются: обеспечение безопасности оператора и очистка отработанного воздуха. При использовании аппаратов этого класса защиты может произойти случайная контаминация чистых культур объектами, попавшими в бокс с наружным воздухом.
II класс защиты — бокс также не герметичен, однако в данных аппаратах используется более сложная система воздухообмена. Наружный воздух проходит через фильтр и попадает в рабочую камеру бокса, а затем, очищаясь от загрязнений фильтрами, попадает наружу. Несмотря на то, что идёт небольшой забор воздуха извне без очистки, данная система более эффективна, как в защите оператора, так и в сохранении чистоты культур клеток, микроорганизмов.
III класс защиты — рабочая камера является полностью герметичной. В ней постоянно поддерживаются определённые условия среды, такие как стерильность, несколько отрицательное давление. Именно в таких приборах производятся манипуляции с микроорганизмами 1—2 групп патогенности.